# Коронування Богоматері (Джамбоно)
«Коронування Богоматері» (італ. Incoronazione della Vergine) — картина італійського живописця Мікеле Джамбоно. Створена у 1447—1448 роках. Зберігається в Галереї Академії у Венеції (у колекції з 1816 року).

## Опис

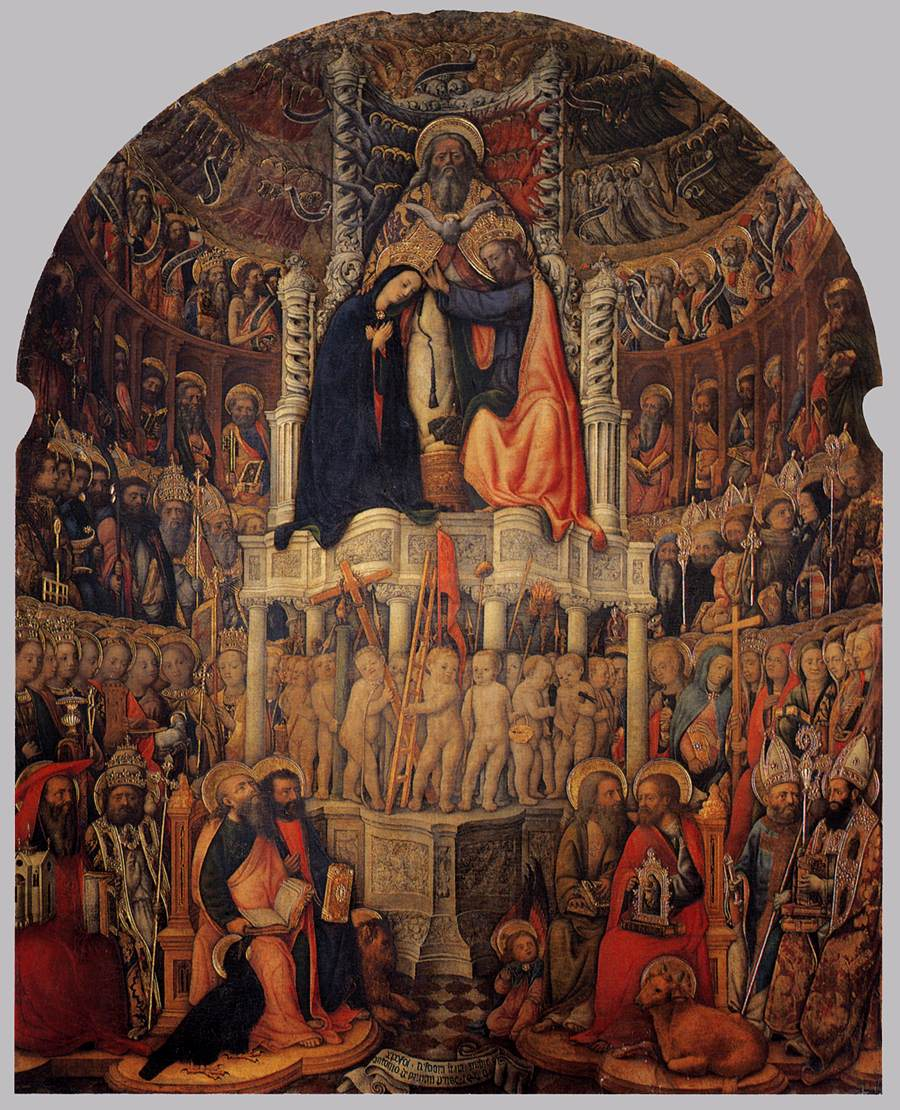
Антоніо Віваріні, «Коронування Богоматері», 1444, церква св. Пантелеймона, Венеція

Ця робота, що призначалась для церкви св. Агнеси у Венеції, була замовлена художнику у 1447 році Джованні Дотто, за умови, що вона повинна якомога більше нагадувати твір «Коронування Богоматері» (1444), що знаходиться і донині у церкві св. Пантелеймона, і належить пензлю Антоніо Віваріні і Джованні д'Алеманья.
В центрі багатофігурної композиції на багато декорованому троні сидить Бог-Отець і спостерігає, як Ісус Христос коронує Богоматір у присутності Святого Духа. Трохи нижче зображені численні путті, навіяні амурами античної класики, що тримають інструменти Страстей Христових, а ще нижче — чотири євангелісти з їхніми характерними атрибутами і чотири Отці Церкви: Єронім, Григорій Великий, Амвросій та Августин.
Просторова перспектива, яка помітна в нижній частині картини, завдяки конструкції трону, здається, здіймається угору, туди, де дошка щільно заповнена фігурами побожних людей, розташованих на ледь помітних ярусах. Попри те, що композиція була обговорена замовником, художнику майстерно вдалося реалізувати власний і елегантний, живописний стиль.